# Annette Tånnander
Annette Tånnander, gift Bank, född 13 februari 1958, är en svensk före detta friidrottare (häcklöpare, mångkampare och sprinter). Hon tävlade för Malmö AI, Stockholms Spårvägars GoIF och utsågs 1978 till Stor Grabb/tjej nummer 299. Annette Tånnander är dotter till Kjell Tånnander och syster till Kristine Tånnander.
Annette Tånnander deltog i höjdhopp vid OS 1976 där hon kom sjua. Vid VM 1983 kom hon nia i sjukamp. 